# IC 204
IC 204 је елиптична галаксија у сазвјежђу Кит која се налази на листи објеката дубоког неба у Индекс каталогу.
Деклинација објекта је - 1° 25' 47" а ректасцензија 2h 7m 27,0s. Привидна величина (магнитуда) објекта IC 204 износи 14,7 а фотографска магнитуда 15,7. IC 204 је још познат и под ознакама CGCG 387-39, NPM1G -01.0074, PGC 8100.